# Sancho Lopo
Sancho Lopo ou Sancho I Lopez ou Lupo Sancho ou Sancho I da Gasconha (sendo que Lopo em língua Basca: Antso Otsoa, francês: Sanche Loup, em Gascão: Sans Lop, Castelhano Lope) (c. 780 - 812 ou  816) foi duque da Gasconha entre os anos de 801 e 812.

## Biografia
Com a morte de seu pai, Lupo II da Aquitânia, provavelmente em 778, o que, de acordo com o historiador do século XIX, Jean Justin Monlezun, foi condenado à morte por enforcamento pelo imperador Carlos Magno rei dos francos entre 768 e imperador do ocidente (Imperatur Romanorum) entre 800 até a sua morte em 814, como é referido num escrito de Vida Hludovici Imperatoris a histórica século IX, de Eginhardo, um escritor carolíngio do século IX e biógrafo de Carlos Magno, Sancho ainda era um jovem. O irmão mais velho de Sancho, Adelrico da Gasconha, senhor de territórios a oeste com Baixa Navarra, como Béarn (agora parte do departamento de Pirenéus Atlânticos) e Bigorre (agora quase coincidente com os Altos Pirenéus) sucedeu-o no governo da Gasconha.
Em 781, Carlos Magno faz rei da Aquitânia seu filho Luís, então com três anos. Alguns anos mais tarde, Sancho Lopo está de volta à Aquitânia. Luís doa-lhe o Ducado da Vascónia em 800.
Após a morte de Lopo II, pai de Semen I, os bascos tinham elevado ao poder um de seus filhos, Lopo Sancho I que reconhece a suberânia de Carlos Magno e toma parte, contra o seu sentimento mas por fidelidade, à expedição organizada pelo rei da Aquitânia contra Barcelona em 801.
Mas este reconhecimento foi de curta duração a partir de 802, Pamplona tinha prometido fidelidade ao emir de Córdova Aláqueme I. Os Vascos ficaram do lado dele contra Luís, o Piedoso, filho de Carlos Magno, e reconheceu sua soberania. Em 806, as crónicas francas confirmam este reconhecimento, mas alguns anos antes retomam sob domínio franco.
A morte do Vasco Bergon, conde de Fezensac permite aos Francos escolher um deles, Liutardo, mas faz muito infelizes os Vascos que se revoltaram contra o novo conde matando uma parte de seus homens, alguns pelo fogo. Luís, o Piedoso aplica a lei da retaliação pela queima dos principais rebeldes na dieta de Toulouse.
Ele participou de outras expedições entre 804 e 812.
Quando Luís, o Piedoso sucede a Carlos Magno em 814, Sancho Lopo permanece na Aquitânia.
Em 816, forma-se uma coligação de senhores cristãos contra os muçulmanos da Espanha. Os dois exércitos se defrontam na Batalha de Pancorbo que dura treze dias. Sancho Lopo é morto durante a batalha, assim como seu irmão Garcia Lopo.

## Relações familiares
Foi filho de Lupo II da Aquitânia (718 - 778) e pai de:
1. Aznar I Sanches (? - 836), Conde de Gasconha Citeriore.
2. Sancha da Gasconha, se casou com o Conde de Perigord, Eméno de Angoulême (? - 866).
3. Sancho II Sánchez (c. 810 - 864), Conde de Gasconha Citeriore[4].
4. Duoda de Agen (795 - 844) casada com Bernardo de Septimânia (c. 799 - 844)
5. ... da Gasconha, mãe de Garcia Jimenes[5]